# Валенса-ду-Дору
Валенса-ду-Дору (порт. Valença do Douro)  —  район (фрегезия) в Португалии,  входит в округ Визеу. Является составной частью муниципалитета  Табуасу. По старому административному делению входил в провинцию Траз-уж-Монтиш и Алту-Дору. Входит в экономико-статистический  субрегион Доуру, который входит в Северный регион. Население составляет 451 человек на 2001 год. Занимает площадь 8,96 км².
Покровителем района считается Сан-Гонсалу (порт. São Gonçalo). 